# Cree (llengua)
Cree [kri] (també coneguda com a Cree-Muntanyès–Naskapi) és una llengua algonquina parlada aproximadament per 117.000 persones d'un costat a l'altre del Canadà, des dels Territoris del Nord-oest i Alberta fins a Labrador, fent-la la llengua ameríndia amb el nombre més gran de parlants al Canadà. Malgrat els nombrosos parlants dins d'aquesta vasta àrea geogràfica, l'única regió on el Cree té oficialitat és als Territoris del Nord-oest, al costat de vuit altres llengües aborígens.

## Noms
Són endònims de Cree Nēhiyawēwin ᓀᐦᐃᔭᐍᐏᐣ (Cree dels plans), Nīhithawīwin (Cree dels boscos), Nehirâmowin (Atikamekw), Nehlueun (Muntanyès de l'oest, dialecte Piyekwâkamî), Ilnu-Aimûn (Muntanyès de l'oest, dialecte Betsiamites), Innu-Aimûn (Muntanyès de l'est), Iyiniu-Ayamiwin (Cree del sud-oest), Iyiyiu-Ayimiwin (Cree del nord-est), i Ililîmowin (Cree de Moose).

## Origen i difusió
Es creu que el cree va començar com un dialecte de la llengua proto-algonquina que es parlava fa de 2.500 a 3.000 anys a la pàtria original algonquina, una àrea sense determinar que es pensa que era a prop dels Grans Llacs d'Amèrica del Nord. Es creu que els parlants de la llengua proto-cree es van desplaçar cap al nord, i van divergir força ràpid en dos grups diferents a cada costat de la Badia de James. Després d'un cert temps, el grup de l'est va començar a divergir en dialectes separats, mentre que el grup de l'oest probablement es va dividir en diversos dialectes molt més tard. Després d'aquest punt és difícil fer afirmacions definitives sobre els diferents grups que van emergir i es van moure al territori, perquè no hi ha obres escrites en les diverses llengües per fer comparacions, i les descripcions dels europeus no són sistemàtiques; a més, el poble dels algonquins tenen la tradició de ser bilingües i d'adoptar directament una llengua nova dels seus veïns.
Una visió tradicional entre els antropòlegs i els historiadors del segle XX proposa que els cree dels boscos de l'oest i els cree dels plans (i en conseqüència els seus dialectes) no van divergir dels altres pobles parlants del cree abans de 1670, quan els cree es van expandir a fora de la seva pàtria a prop de la Badia de James a causa de l'accés a les armes europees. En contrast, James Smith del Museu de l'Indi Americà afirma en 1987 que el pes de l'evidència arqueològica i lingüstica posa als cree més a l'oest a la regió del riu Peace d'Alberta abans del contacte amb els europeus.

## Criteris dialectals
El Continu dialectal del cree es pot dividir per molts criteris. Els dialectes que es parlen al nord d'Ontario i a les regions del sud de la Badia de James, Lanaudière i Mauricie del Quebec diferencien entre [ʃ] («ix» com a co«ix»í) i [s], mentre que els dialectes de l'oest (on ambdós es pronuncien [s]) i de l'est (on ambdós es pronuncien com [ʃ] o [h]) no fan diferència. En molts dialectes, incloent-hi el cree del plans del nord i el cree dels boscos, les vocals llargues [e:] i [i:] s'han fusionat en una sola vocal, [i:]. A les comunitats del Quebec de Chisasibi, Whapmagoostui i Kawawachikamach, la vocal llarga [e:] s'ha fusionat amb [a:].
Tot i així, la variació fonològicament més transparent entre diversos dialectes del cree és entre els reflexos de la proto-algonquina *l als dialectes moderns, com es mostra a la taula següent:
| Dialecte                | Ubicació       | Reflex de * l | Paraula per a "Persona nativa" ← * elenyiwa | Paraula per a "Tu" ← * kīla |
| ----------------------- | -------------- | ------------- | ------------------------------------------- | --------------------------- |
| Cree dels plans         | SK, AB, BC, NT | y             | iyiniw                                      | kīya                        |
| Cree dels boscos        | MB, SK         | ð/th          | iðiniw/ithiniw                              | kīða/kītha                  |
| Cree dels pantans       | ON, MB, SK     | n             | ininiw                                      | kīna                        |
| Cree dels ants          | ON             | l             | ililiw                                      | kīla                        |
| Atikamekw               | QC             | r             | iriniw                                      | kīr                         |
| Cree del nord-est       | QC             | y             | iyiyiw                                      | čīy                         |
| Cree del seudest        | QC             | y             | iyiyū/iyinū                                 | čīy                         |
| Kawawachikamach Naskapi | QC             | y             | iyiyū                                       | čīy                         |
| Innu de l'oest          | QC             | l             | ilnu                                        | čīl                         |
| Innu de l'est           | QC, NL         | n             | innu                                        | čīn                         |

Els cree dels plans, parlants del dialecte y, anomenen la seva llengua nēhiyawēwin, mentre que els parlants del cree dels boscos diuen nīhithawīwin, i els parlants del cree dels pantans diuen nēhinawēwin. Això és semblant a l'alternació de les  Dakota, Nakota, i Lakota.
Una altra variació fonològica important entre els dialectes cree involucra la palatalització de la llengua proto-algonguina *k: A l'oest de la frontera Ontario-Quebec (excepte Atikamekw), la *k de la llengua proto-algonquina ha canviat a [tʃ] o [ts] abans de les vocals. Vegeu la taula anterior per exemple a la columna.
Molt sovient es divideix el continua dialectal del cree en dues llengües: cree i montagnais. El cree inclou tots els dialectes que no han experimentat el canvi de so *k > [tʃ] (BC-QC) mentre que el montagnais comprèn el territori on s'ha produït el canvi (QC-NL). Aquestes etiquetes són útils des d'una perspectiva lingüística per porten a la confusió atès que el cree de l'est seria llavors montagnais. Per a propòsits pràctics, el cree cobreix normalment els dialects que usen la sil·làbica per la seva ortografia (incloent l'Atikamekw però excloent el Kawawachikamach Naskapi). El terme montagnais s'aplica doncs als dialectes que usen l'escriptura llatina (excloent Atikamekw i incloent Kawawachikamach Naskapi). El terme Naskapi refereix generalment a Kawawachikamach (y-dialecte) i Natuashish (n-dialecte).

## Fonologia
La taula següent mostra tots els possibles fonemes de consonants que es poden incloure a la llengua cree:
|            | Bilabial | Dental | Alveolar | Post- alveolar | Palatal | Velar | Glotal |
| ---------- | -------- | ------ | -------- | -------------- | ------- | ----- | ------ |
| Nasal      | m        |        | n        |                |         |       |        |
| Plosiva    | p        | t      | t͡s       | t͡ʃ             |         | k     |        |
| Fricativa  |          | ð      | s        | ʃ              |         |       | h      |
| Aproximant |          |        | ɹ        |                | j       | w     |        |
| Lateral    |          |        | l        |                |         |       |        |

## Sintaxi
Com moltes llengües ameríndies, el cree es caracteritza per una morfologia i sintaxi polisintètica complexa. Una característica gramatical comuna als dialecte del cree, pel que fa a l'estructura de l'oració, és un ordre no regulat de les paraules. L'ordre de les paraules no es regeix per una estructura o un conjunt de regles específics; en canvi, «els subjectes i els objectes s'expressen per mitjà de la inflexió del verb». El subjecte, el verb i l'objecte (SVO) a una oració poden variar d'ordre, per xemple, SVO, VOS, OVS i SOV.
Les llengües cree mostren també com aspecte clau un sistema obviatiu. En cert sentit, l'element obviat pot definir-se com qualsevol tercera persona que es ranqueja més avall a una jerarquia de prominència de discurs que algun altre participant (aproximat) del discurs. «Els substantius animats obviats, per exemple al dialecte del cree dels plans, es marquen per un sufix –a, i es fan servir per referir-se a terceres persones que són més perifèrics al discurs que la tercera persona aproximada». Per exemple:
Jordi wâpam-ew Mireia-a
Jordi veu-3SG Mireia-3OBV
«Jordi veu a la Mireia»
El sufix -a marca Mireia com un substantiu obviat, o «quarta» persona, la persona més allunyada del discurs.
Una altra característica distintiva de la llengua cree és el que es podria entendre com a gènere, semblant als gèneres dels substantius de la llengua catalana masculí i femení. El cree defineix els substantius d'acord amb si són animats o inanimats. No hi ha cap regla distintiva que regeixi la classificació en substantius animats o inanimats, més aviat s'aprèn mitjançant l'adquisició immersiva de la llengua. Una paraula cree pot ser molt llarga, i expressar quelcom que requereix moltes paraules al català. Per exemple, la paraula del cree dels plan per a «escola» és kiskinohamātowikamikw, «saber. CAUSA. APLICATIVA. RECÍPROC.local» o «lloc d'aprenent-junts-per-exemple».

## Escriptura del cree

### Sistemes d'escriptura
Els dialectes del cree, excepte els que es parlen al Quebec de l'est i a Labrador, s'escriuren tradicionalment usant la sil·làbica del cree, una variant de la sil·làbica aborigen canadenca, però també es poden escriure amb l'escriptura llatina. Ambdós sistemes d'escriptura representen la llengua fonèticament. El cree sempre s'escriu d'esquerra a dreta horitzontalment. Els dialectes de més a l'est s'escriuen usant l'escriptura llatina exclusivament. Els dialectes del cree dels plans, el cree dels boscos i el cree dels pantans usen la sil·làbica del cree occidental i els dialectes del cree oriental, el cree dels ants i el Naskapi usen la sil·làbica oriental del cree. En aquest sistema sil·làbic, cada símbol, que representa una consonant, es pot escriure de quatre maneres, amb cada direcció representant la seva vocal corresponent. Alguns dialectes del cree tenen fins a set vocals, i per això es posen diacrítics addicionals després de la síl·laba per representar la vocal corresponent. Les lletres del final representen consonants independents.
Les taules següents mostren la sil·làbica dels dialectes oriental i occidental del cree, respectivament:
| Sil·làbica del cree oriental | Sil·làbica del cree oriental | Sil·làbica del cree oriental | Sil·làbica del cree oriental | Sil·làbica del cree oriental | Sil·làbica del cree oriental | Sil·làbica del cree oriental | Sil·làbica del cree oriental | Sil·làbica del cree oriental |
| Inicial                      | Vocals                       | Vocals                       | Vocals                       | Vocals                       | Vocals                       | Vocals                       | Vocals                       | Final                        |
| Inicial                      | ê                            | i                            | o                            | a                            | î                            | ô                            | â                            | Final                        |
| ---------------------------- | ---------------------------- | ---------------------------- | ---------------------------- | ---------------------------- | ---------------------------- | ---------------------------- | ---------------------------- | ---------------------------- |
|                              | ᐁ                            | ᐃ                            | ᐅ                            | ᐊ                            | ᐄ                            | ᐆ                            | ᐋ                            |                              |
| p                            | ᐯ                            | ᐱ                            | ᐳ                            | ᐸ                            | ᐲ                            | ᐴ                            | ᐹ                            | ᑉ                            |
| t                            | ᑌ                            | ᑎ                            | ᑐ                            | ᑕ                            | ᑏ                            | ᑑ                            | ᑖ                            | ᑦ                            |
| k                            | ᑫ                            | ᑭ                            | ᑯ                            | ᑲ                            | ᑮ                            | ᑰ                            | ᑳ                            | ᒃ                            |
| c                            | ᒉ                            | ᒋ                            | ᒍ                            | ᒐ                            | ᒌ                            | ᒎ                            | ᒑ                            | ᒡ                            |
| m                            | ᒣ                            | ᒥ                            | ᒧ                            | ᒪ                            | ᒦ                            | ᒨ                            | ᒫ                            | ᒻ                            |
| n                            | ᓀ                            | ᓂ                            | ᓄ                            | ᓇ                            | ᓃ                            | ᓅ                            | ᓈ                            | ᓐ                            |
| s                            | ᓭ                            | ᓯ                            | ᓱ                            | ᓴ                            | ᓰ                            | ᓲ                            | ᓵ                            | ᔅ                            |
| sh                           | ᔐ                            | ᔑ                            | ᔓ                            | ᔕ                            | ᔒ                            | ᔔ                            | ᔖ                            | ᔥ                            |
| y                            | ᔦ                            | ᔨ                            | ᔪ                            | ᔭ                            | ᔩ                            | ᔫ                            | ᔮ                            | ᔾ (ᐤ)                        |
| r                            | ᕃ                            | ᕆ                            | ᕈ                            | ᕋ                            | ᕇ                            | ᕉ                            | ᕌ                            | ᕐ                            |
| l                            | ᓓ                            | ᓕ                            | ᓗ                            | ᓚ                            | ᓖ                            | ᓘ                            | ᓛ                            | ᓪ                            |
| v, f                         | ᕓ                            | ᕕ                            | ᕗ                            | ᕙ                            | ᕖ                            | ᕘ                            | ᕚ                            | ᕝ                            |
| th*                          | ᕞ                            | ᕠ                            | ᕤ                            | ᕦ                            | ᕢ                            | ᕥ                            | ᕧ                            | ᕪ                            |
| w                            | ᐌ                            | ᐎ                            | ᐒ                            | ᐗ                            | ᐐ                            | ᐔ                            | ᐙ                            | ᐤ                            |
| h                            | ᐦᐁ                           | ᐦᐃ                           | ᐦᐅ                           | ᐦᐊ                           | ᐦᐄ                           | ᐦᐆ                           | ᐦᐋ                           | ᐦ                            |

| Sil·làbica del cree occidental | Sil·làbica del cree occidental | Sil·làbica del cree occidental | Sil·làbica del cree occidental | Sil·làbica del cree occidental | Sil·làbica del cree occidental | Sil·làbica del cree occidental | Sil·làbica del cree occidental | Sil·làbica del cree occidental |
| Inicial                        | Vocals                         | Vocals                         | Vocals                         | Vocals                         | Vocals                         | Vocals                         | Vocals                         | Final                          |
| Inicial                        | ê                              | i                              | o                              | a                              | î                              | ô                              | â                              | Final                          |
| ------------------------------ | ------------------------------ | ------------------------------ | ------------------------------ | ------------------------------ | ------------------------------ | ------------------------------ | ------------------------------ | ------------------------------ |
|                                | ᐁ                              | ᐃ                              | ᐅ                              | ᐊ                              | ᐄ                              | ᐆ                              | ᐋ                              |                                |
| p                              | ᐯ                              | ᐱ                              | ᐳ                              | ᐸ                              | ᐲ                              | ᐴ                              | ᐹ                              | ᑊ                              |
| t                              | ᑌ                              | ᑎ                              | ᑐ                              | ᑕ                              | ᑏ                              | ᑑ                              | ᑖ                              | ᐟ                              |
| k                              | ᑫ                              | ᑭ                              | ᑯ                              | ᑲ                              | ᑮ                              | ᑰ                              | ᑳ                              | ᐠ                              |
| c                              | ᒉ                              | ᒋ                              | ᒍ                              | ᒐ                              | ᒌ                              | ᒎ                              | ᒑ                              | ᐨ                              |
| m                              | ᒣ                              | ᒥ                              | ᒧ                              | ᒪ                              | ᒦ                              | ᒨ                              | ᒫ                              | ᒼ                              |
| n                              | ᓀ                              | ᓂ                              | ᓄ                              | ᓇ                              | ᓃ                              | ᓅ                              | ᓈ                              | ᐣ                              |
| s                              | ᓭ                              | ᓯ                              | ᓱ                              | ᓴ                              | ᓰ                              | ᓲ                              | ᓵ                              | ᐢ                              |
| y                              | ᔦ                              | ᔨ                              | ᔪ                              | ᔭ                              | ᔩ                              | ᔫ                              | ᔮ                              | ᐩ (ᐝ)                          |
| th                             | ᖧ                              | ᖨ                              | ᖪ                              | ᖬ                              | ᖩ                              | ᖫ                              | ᖭ                              | ‡                              |
| w                              | ᐍ                              | ᐏ                              | ᐓ                              | ᐘ                              | ᐑ                              | ᐕ                              | ᐚ                              | ᐤ                              |
| h                              | ᐦᐁ                             | ᐦᐃ                             | ᐦᐅ                             | ᐦᐊ                             | ᐦᐄ                             | ᐦᐆ                             | ᐦᐋ                             | ᐦ                              |
| hk                             |                                |                                |                                |                                |                                |                                |                                | ᕽ                              |
| l                              | ᓬ                              | ᓬ                              | ᓬ                              | ᓬ                              | ᓬ                              | ᓬ                              | ᓬ                              | ᓬ                              |
| r                              | ᕒ                              | ᕒ                              | ᕒ                              | ᕒ                              | ᕒ                              | ᕒ                              | ᕒ                              | ᕒ                              |

Els parlants de diversos dialectes del cree han començat a crear diccionaris per servir a les seves comunitats. Alguns projectes, com ara el Projecte de Recursos de la Llengua Cree (CLRP), estan desenvolupament un diccionari bilingüe en línia per a la llengua cree.

### Puntuació

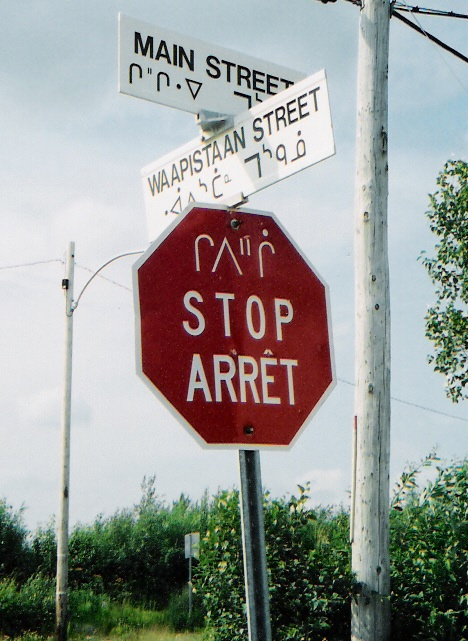
Un senyal d'aturar-se al Quebec en cree/anglès/francès

El cree no fa servir el punt (.) al final de les oracions quan s'usen síl·labes. En comptes d'això, s'usa o bé un glif de punt final (᙮) o bé un espai de doble amplada entre paraules per senyalitzar la transició d'una oració a la següent. Addicionalment, el cree no usa el signe d'interrogació (?). Per exemple, en el dialecte del cree dels plans, per indicar una pregunta, es pot incloure el sufix -cî a l'oració:
Joan cî kîmîcisow
signe de 3a persona--marca d'interrogacio--marcador de passat--verb--sufix de 3a persona
Va menjar el Joan?
Addicionalment, es poden usar interrogatius (on, quan, què, perquè, qui).

## Llengües de contactes
El cree també és una llengua component en dues llengües de contacte, el michif i el bungi. Aquestes dues llengües van ser parlades per membres dels métis ies els voyageurs, així com colons europeus del Canadà occidental i parts del nord dels Estats Units d'Amèrica.
El michif és una llengua que combina el cree amb el francès. Majoritàriament, el michif fa servir verbs del cree, paraules d'interrogació i demostratius alhora que usa substantius francesos. El michif sols es parla a les províncies de la pradera al Canadà, així com a Dakota del Nord i Montana als Estats Units de Amèrica. El michif encara es parla al Canadà central i a Dakota del Nord.
El bungi és un dialecte de l'anglès escocès amb influència de substrat del cree i de l'ojibwa. També s'han incorporat algunes paraules del francès al seu lèxic. La llengua va florir a la colònia del Riu Vermell i el seu voltant (ubicació moderna de Winnipeg, Manitoba), des de la meitat fins al final del segle XIX. El bungi està pràcticament extingit avui en dia.
Moltes paraules del cree van esdevenir també la base del chinook jargon, una llengua de l'intercanvi comercial usada fins a un cert moment després del contacte amb els europeus.
El cree s'ha incorporat també a dues altres llengües mixtes al Canadà. La llengua oji-cree (també Severn Ojibwe), que es parla a parts de Manitoba i Ontario occidental, és una llengua mixta de cree i ojibwa, i la llengua nehipwat, que és una barrega de cree amb assiniboine. El nehipwat es troba únicament a una poques reserves de Saskatchewan i actualment s'està aproximant a l'extinció. No es coneix res de la seva estructura.

## Estatus legal
L'estatus social i legal del cree varia al llarg del Canadà. El cree és una de les onze llengües oficials del Territoris del Nord-oest, però és parlat únicament per un nombre molt reduït de persones a l'àrea al voltant de la població de Fort Smith (Territoris del Nord-oest). També és una de les dues llengües principals del nou govern regional del Eeyou Istchee/Baie-James Territory al nord de Quebec, sent l'altre el francès.

## Estudi i ensenyament
A moltes àrees, el cree una llengua comunitària vibrant parlat per una gran majoria i ensenyat a les escoles amb programes d'immersió i de segona llengua. En altres àrees, el seu ús ha declinat dramàticament. El cree una de les llengües aborígens menys amenaçades de Nord-amèrica, però malgrat això enfronta un cert risc atès que disposa de molt poc suport institucional en la major part de les àrees.
El 2013 es van posar a disposició dels docents de llengua d'Alberta llibres electrònics gratuïts per a la llengua cree.